# Diócesis de Libmanan
La diócesis de Libmanan (en latín: Dioecesis Libmanana, en inglés: Roman Catholic Diocese of Libmanan y en tagalo: Diyosesis ng Libmanan) es una circunscripción eclesiástica de la Iglesia católica en Filipinas. Se trata de una diócesis latina, sufragánea de la arquidiócesis de Cáceres, que tiene al obispo José Rojas Rojas como su ordinario desde el 19 de mayo de 2008.

## Territorio y organización
La diócesis tiene 1902 km² y extiende su jurisdicción sobre los fieles católicos de rito latino residentes en los municipios de Milaor, Minalabac, Pamplona, Pasacao, San Fernando, Cabusao, Libmanan, Lupi, Del Gallego, Ragay y Sipocot, ubicados en la provincia de Camarines Sur de la región de Bicolandia en la isla Luzón. 
La sede de la diócesis se encuentra en la ciudad de Libmanan, en donde se halla la Catedral de Santiago Apóstol.
En 2019 en la diócesis existían 29 parroquias.

## Historia
La prelatura territorial de Libmanan fue erigida el 9 de diciembre de 1989 con la bula Philippinis in Insulis del papa Juan Pablo II, obteniendo el territorio de la arquidiócesis de Cáceres.
El 25 de marzo de 2009 fue elevada al rango de diócesis con la bula Cum in Philippinis del papa Benedicto XVI.

## Estadísticas
Según el Anuario Pontificio 2020 la diócesis tenía a fines de 2019 un total de 494 759 fieles bautizados.
| Año                                                                             | Población            | Población | Población      | Sacerdotes | Sacerdotes    | Sacerdotes    | Bautizados por sacerdote | Diáconos permanentes | Religiosos | Religiosos | Parroquias |
| Año                                                                             | Bautizados católicos | Total     | % de católicos | Total      | Clero secular | Clero regular | Bautizados por sacerdote | Diáconos permanentes | Varones    | Mujeres    | Parroquias |
| ------------------------------------------------------------------------------- | -------------------- | --------- | -------------- | ---------- | ------------- | ------------- | ------------------------ | -------------------- | ---------- | ---------- | ---------- |
| 1990                                                                            | 322 707              | 391 924   | 82.3           | 20         | 20            |               | 16 135                   |                      |            | 7          | 17         |
| 1999                                                                            | 450 033              | 476 402   | 94.5           | 31         | 27            | 4             | 14 517                   |                      | 4          | 17         | 19         |
| 2000                                                                            | 494 652              | 509 491   | 97.1           | 31         | 27            | 4             | 15 956                   |                      | 4          | 17         | 19         |
| 2001                                                                            | 497 652              | 510 500   | 97.5           | 32         | 28            | 4             | 15 551                   |                      | 4          | 17         | 21         |
| 2002                                                                            | 384 083              | 419 237   | 91.6           | 32         | 28            | 4             | 12 002                   |                      | 25         | 17         | 21         |
| 2003                                                                            | 387 108              | 423 485   | 91.4           | 32         | 29            | 3             | 12 097                   |                      | 53         | 17         | 22         |
| 2013                                                                            | 550 000              | 594 000   | 92.6           | 39         | 37            | 2             | 14 102                   |                      | 2          | 18         | 28         |
| 2016                                                                            | 579 000              | 626 000   | 92.5           | 41         | 36            | 5             | 14 121                   | 1                    | 22         | 31         | 28         |
| 2019                                                                            | 494 759              | 531 432   | 93.1           | 50         | 43            | 7             | 9895                     |                      | 24         | 25         | 29         |
| Fuente: Catholic-Hierarchy, que a su vez toma los datos del Anuario Pontificio. |                      |           |                |            |               |               |                          |                      |            |            |            |

## Episcopologio
- Prospero Nale Arellano † (9 de diciembre de 1989-19 de mayo de 2008 renunció)
- José Rojas Rojas, desde el 19 de mayo de 2008